# Stella Scrumptious
Stella Scrumptious (nella versione originale Truly Scrumptious) è un personaggio di finzione del film del 1968 Citty Citty Bang Bang, basato sull'omonimo racconto di Ian Fleming.
Non compare nel libro. Nel film, Stella è interpretata dalla cantante/attrice Sally Ann Howes. Nella versione italiana è stata doppiata da Maria Pia Di Meo nei dialoghi e da Tina Centi nel canto.

## Nel film
Stella è la figlia di un benestante proprietario di un'industria di dolciumi, Lord Scrumptious.  Sviluppa un rapporto romantico col vedovo Caractacus Potts (interpretato da Dick Van Dyke).  Nel racconto originale, Caractacus è sposato con Mimsie Pott (il cognome usato nel libro). I produttori del film decisero che una relazione romantica sarebbe stata più interessante della relazione stabile del matrimonio nel libro. Ecco perché Caractacus è vedovo.  
Il padre di Stella, Lord Scrumptious (chiamato "Skrumshus" nel libro), è presente sia nel libro che nel film.
Varie attrici ora interpretano la parte di Stella Scrumptious nelle produzioni teatrali di Chitty Chitty Bang Bang.